# Randaträsket
Randaträsket är en sjö i Gällivare kommun och Jokkmokks kommun i Lappland och ingår i Råneälvens huvudavrinningsområde. Sjön har en area på 1,71 kvadratkilometer och ligger 201 meter över havet. Sjön avvattnas av vattendraget Randträskbäcken.

## Delavrinningsområde
Randaträsket ingår i det delavrinningsområde (737117-174252) som SMHI kallar för Utloppet av Randaträsket. Medelhöjden är 233 meter över havet och ytan är 8,82 kvadratkilometer. Det finns inga avrinningsområden uppströms utan avrinningsområdet är högsta punkten. Randträskbäcken som avvattnar avrinningsområdet har biflödesordning 3, vilket innebär att vattnet flödar genom totalt 3 vattendrag innan det når havet efter 104 kilometer. Avrinningsområdet består mestadels av skog (76 procent). Avrinningsområdet har 1,71 kvadratkilometer vattenytor vilket ger det en sjöprocent på 19,4 procent.